# Акашагарбха

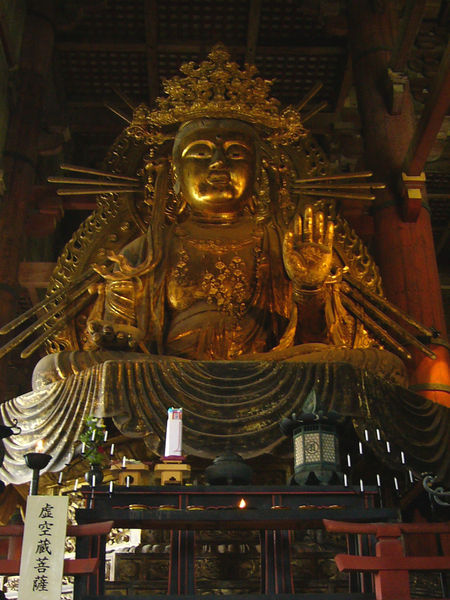
Бодхисаттва Акашагарбха

Бодхисаттва Акашагарбха (санскр. आकाशगर्भ, IAST: Ākāśagarbha («Сущность Пространства», «Лоно Пространства»); кит. 虛空藏 Xū kōng zàng (Сюкунцзан); яп. 虚空蔵 Kokūzō (Кокудзо); тиб. ནམ་མཁའི་སྙིང་པོ། Namkhai Nyingpo, вайли nam mkha’i snying po; там. ஆகாயகர்பர்) — воплощает собой «Саматаджняна» («Знание (Мудрость) Равностности») (санскр. समताज्ञान, IAST: Samatājñāna; тиб. མཉམ་ཉིད་ཡེ་ཤེས་ ньямньи йеше, вайли mnyam-nyid ye-shes) и сознание обоняния. Акашагарбха относится к семейству Ратна, поэтому его сторона света — юг, и Он выражает собой, как и глава данного семейства — Ратнасамбхава, аспект даяния. Это даяние из сокровищницы равной размерами всему пространству. «Лоно» в Его имени — вместилище полного буддийского закона. «Сущность» этого «Лона» есть внутри каждого живого существа. «Пространство» невозможно уничтожить или как-то ему навредить, ведь в нём нет преград, не за что зацепиться и некуда нанести удар. Акашагарбха воплощает собой несокрушимую сокровищницу Дхарма-знаний и всевозможных благ.

## Культ Акашагарбхи
Учение Акашагарбхи обрело особую популярность в Китае и Японии, хотя, как считается в школе Сингон, сначала Учение получил индийский махасиддха Нагарджуна, а затем Оно перешло к Нагабодхи, от которого передачу получил Шубхакарасимха (637—735), который прибыл в Китай в 716-м году и взял имя Шань Увэй. Затем учение пришло в Японию вместе с монахом школы Санрон, обучавшемся у Шань Увэя.
Акашагарбху соотносят с Венерой. В китайской астрологии Венера зовётся «Большой Белой» (кит. 太白 Tai Bo). Иногда её называют «Рассветной Звездой», так как это связано с особыми тайными тантрическими практиками Акашагарбхи, выполняемыми на рассвете, пока Венера ещё видна. Венера отождествляется с белым цветом и западным направлением. При солнечных и лунных затмениях проводят специальные ритуалы, связанные с Акашагарбхой.
Есть особая практика принятия прибежища и почитания Акашагарбхи, в которой начитывают Его дхарани и созерцают «Рассветную Звезду». В ходе выполнения этой практики можно реализовать состояние, называемое «Вступления в уста», когда Акашагарбха в виде «Рассветной Звезды» сходит с неба и влетает в рот адепту. При этом наставники японской традиции «Миккё» (яп. 密教 Mikkyō  («Тайное Учение»)) утверждают, что это не аллегория, а так происходит на самом деле. В тантрических традициях, почитающих Акашагарбху, рассматриваются доктрины о пяти первоэлементах, их взаимодействиях между собой и превращениях. Пространство — акаша, считается наивысшим из этой пятёрки. Природа огня — жар, воды — влажность, земли — твёрдость, а пространство обладает десятью чудесными свойствами: оно не знает препятствий; оно присутствует повсюду; оно равностно, поэтому беспристрастно; оно безгранично; оно не сковано формой; оно чисто; оно неподвижно; оно пусто от существований; оно пусто от пустоты; оно не обретаемо. И всё это персонифицируется в Акашагарбхе. Данные доктрины и соответствующие им практики были наиболее подробно разработаны школой «Тяньтай» (кит. 天台宗 Tiantai; яп. 天台宗 Tendai-shū). Поэтому культ Акашагарбхи в этой школе овеян наибольшим почтением.
Шань Увэй в своих трудах соотносил пять первоэлементов с пятью дхьяни-буддами. Пространство персонифицируется Махавайрочаной, который является самым главным в пятёрке и выступает в роли Ади-Будды (Изначальный Будда). Когда Акашагарбху соотносят с изначальным пространством Махавайрочаны, то Он изображается голубого цвета — цвета пространства.
Вместе с Акашагарбхой почитают Кшитигарбху. Оба бодхисаттвы являются партнёрами и изливают поток благословений на преданных им адептов. Кшитигарбха — «Сущность Земли» («Лоно Земли»), воплощает собой твёрдость. Это твёрдость в следовании обетам и духовному пути. Твёрдость в сочетании с отсутствием препятствий и необъятностью дают поистине замечательный результат. В «Сутре основных обетов бодхисатвы Кшитигарбхи» Акашагарбха задаёт вопросы Будде Шакьямуни и получает исчерпывающие ответы. Культы этих двух бодхисаттв очень часто идут «рука об руку».

Когда он произносил эти слова, в собрании находился бодхисаттва, которого звали Акашагарбха. Он сказал Будде: «Я прибыл на небо Траястримша и услышал, как татхагата восхваляет невообразимые и неописуемые духовные силы бодхисаттвы Кшитигарбхи. [Я хочу узнать], сколько видов пользы обретёт благой мужчина, благая женщина, божество или дракон, который услышит эту сутру и имя Кшитигарбхи, почтительно воззрит на его образ и поклонится ему?»

К Акашагарбхе обращаются не только за духовными знаниями, но и за материальным благополучием. Почитание Акашагарбхи позволяет адептам обретать особые силы и в совершенстве постигать «письмена и смысл всех законов и учений».

Если те, у кого извращённые взгляды, и кто не знает дороги к Нирване, произнесут его имя и всем своим сердцем станут искать у него прибежища, сжигая благовония в его честь и поклоняясь ему, увидев добрые корни в их сердцах, он появится в их снах и, практикуя упая (яп. хобэн) во всех формах, разъяснит им Закон.
Больным он является в их снах в виде Шакьямуни, или Шри Дэви, или Дэви Сарасвати (яп. Мёо-тэн, Мёонгаку-тэн, то есть Бэндзайтэн), или как Ракшаса, или — министром, военным, добрым доктором, или отцом, или матерью больного, и, стоя рядом с ним, как взаправду, он разъясняет им все виды снадобий, которыми можно излечить их болезнь. Одна доза такого лекарства устраняет болезнь, которая уже никогда не возвращается.

Те, кто желает обрести учёность, покой, самадхи, мудрость, славу, талант, независимость, владения, власть, богатство, детей, или родственников, красоту, прекрасный голос, долгую жизнь, благословенную добродетель, верность в исполнении заповедей, выносливость, энергию, сосредоточение, красноречие, почёт, спасение ото всех бедствий и прочее, обнаружат, что их желания исполнились, если станут поклоняться Акашагарбха в удалённом лесном месте, или на открытом месте, жечь различные благовония, складывать ладони и простираться на земле, кланяться десяти направлениям и произносить дхарани.

## Акашагарбха-сутра
«Акашагарбха-сутра» — одна из сутр, вошедших в Махасамнипата-сутру. Из санскритского оригинала до наших дней дошёл лишь один отрывок, где описаны восемь коренных падений бодхисаттвы. Для тех, кто совершил отступления в обетах бодхисатвы, Будда Шакьямуни советует раскаяться и каждый день на рассвете, повернувшись лицом на восток, делать подношения образу Акашагарбхи, простираться перед ним и призывать по имени. Если практиковать усердно, то перед практикующим во сне, а для самых усердных и наяву, явится Акашагарбха и освободит от кармических долгов.
Самый первый перевод сутры сделал монах Буддхаяшая из Кабула в 403—413 гг. Начинается сутра с того, что Будда Шакьямуни в сопровождении бесчисленных бхикшу и бодхисаттв навестил на горе Халатика одного отшельника. На этой горе Будда Шакьямуни объяснял дхарани для уничтожения препятствий, вызванных злыми деяниями. От Шакьямуни исходил такой великий свет, что он озарил собой все миры. Бесчисленное количество бохисаттв из разных миров полетели на этот свет. Это увидел Бодхисаттва Акашагарбха, который жил в мире Сарвагандха (Все Ароматы) за невообразимым количеством миров на западе от мира, где передавал Учение Будда Шакьямуни. Будда мира Сарвагандха объяснил Акашагарбхе, что свет исходит от непревзойдённого учителя богов и людей — Будды Шакьямуни, передающего учение в мире Саха. Акашагарбха обрадовался, услышав эти пояснения и с разрешения будды мира Сарвагандха отправился вместе с огромной свитой из других бодхисаттв выразить почтение Будде Шакьямуни, сделать Ему подношения, выслушать наставления и самому дать разъяснения дхарани, разрушающей препятствия, вызванные злыми деяниями. Когда Акашагарбха со свитой подлетали к месту проповеди с запада, то все присутствующие увидели яркий свет, исходящий от Акашагарбхи. Этот свет перекрывал собой всё, за исключением света, исходящего от Будды Шакьямуни. Будда выразил похвалу Акашагарбе:

Такой свет — удачное предзнаменование прибытия Бодхисаттвы-Махасаттвы Акашагарбхи. Этот бодхисаттва обладает всеми самадхи, многочисленными, как [волны] великого океана. Он пребывает в заповедях бодхисаттвы, [высоких, как] гора Сумеру. Его терпеливое сердце — как алмаз, его энергия и ярость — как быстрый ветер, его знание (жняна) [безгранично], как эфир, его мудрость (праджня) [неизмерима], как песчинки Ганга. Среди бодхисаттв он подобен великому победоносному знамени, могучему учителю, ведущему к Паринирвана, основе добродетельных корней. Для бедных он — сосуд счастья, для тех, кто во тьме, — солнце, для тех, кто потерял путь, — луна, для боящихся — место, где можно укрыться, для родившихся со страстью — влага амрита, для имеющих добродетельные корни — посох и мост к Паринирвана, для родившихся на небе — лестница и корабль, на котором пересекают рождение и смерть, для страдающих от клеветы и оскорблений — укрытие. Для тех, кто пал на неверный путь, он — лев; он может очищать все взгляды, как дождевая вода, разбивать страсти и ненависть, как громовая буря. Для нарушивших заветы он — лекарство, он производит добродетельные корни, как весеннее болото.
Этот величественный бодхисаттва — как гирлянда цветов; он выявляет добрые и злые поступки [людей], как ясное зерцало. Для тех, у кого нет стыда (яп. дзанги) [перед другими, или собой], он — прекрасная одежда для тех, кто страдает от трёх видов несчастий (яп. санку) и болезней — великий и добрый доктор; для тех, кого сжигает жажда — яркая лунная жемчужина, а для тех, кто совершенно измождён — кровать. Он обладает совершенной мудростью Будды; все люди и дэва должны делать ему подношения; никто, за исключением Татхагаты, не сравнится с ним. Все вы должны ему поклоняться с величайшим почтением, почтительно встречать его и, в соответствии со своими возможностями, жертвовать прекрасные сокровища, стяги, зонтики, балдахины, цветы и благовония, ожерелья, одежды и кровати, петь гимны и славословия в его адрес.

В «Махавайпулья-махасаннипата-сутре» Акашагарбхе посвящены пять глав. Большая часть совпадает с Акашагарбха-сутрой, но есть и отличия: сказано, что Акашагарбха прибывает с востока, а не с запада, а его мир называется Махавьюха, а не Сарвагандха.

## Иконография
Чаще всего Акашагарбха изображается жёлтого цвета, так как Он принадлежит семейству Ратнасамбхава. Но встречаются изображения и белого цвета, что символизирует собой «Большую Белую» — Венеру, с которой отождествляют Акашагарбху. Совсем редко Бодхисаттву изображают голубого цвета — цвет пространства, которое по версии Шань Увэя соответствует Махавайрочане, выступающего главой дхьяни-будд.

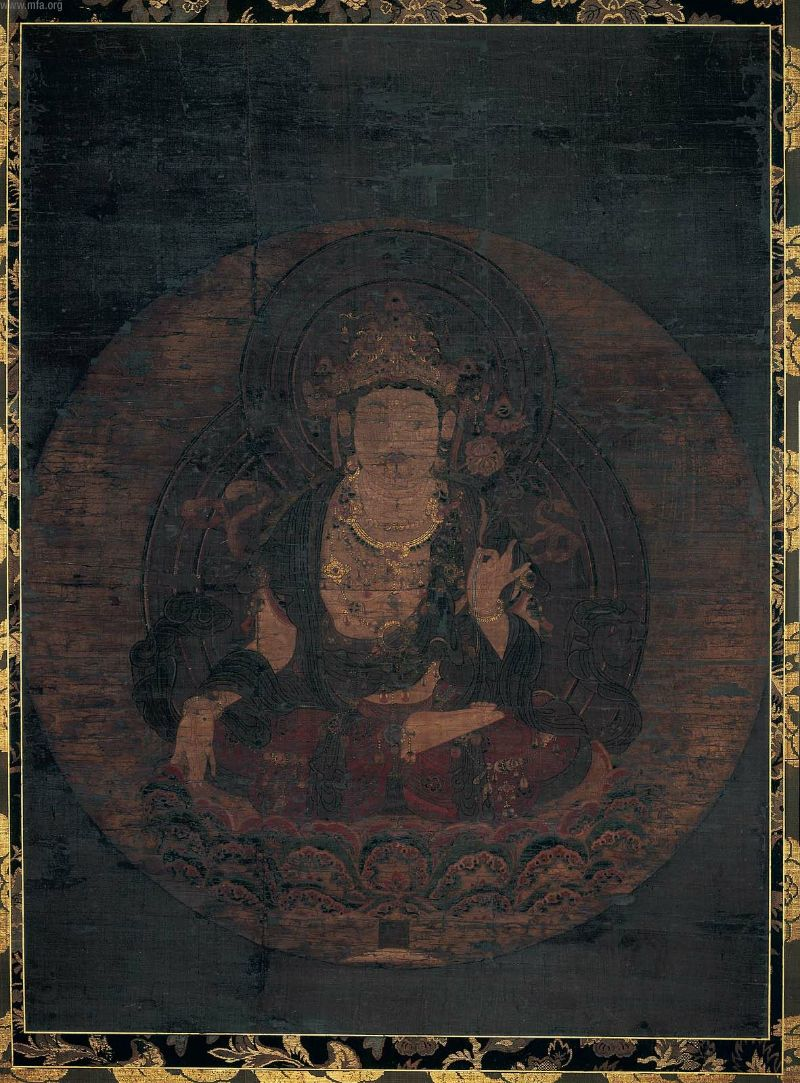

Акашагарбха одет в монашескую рясу. На голове у Акашагарбхи корона с ликами пяти дхьяни-будд. В правой руке у Него меч, отсекающий беспокоящие эмоции, а в левой лотос на длинном стебле. Над лотосом или в короне на лбу находится чинтамани — драгоценность, исполняющая желания. Но иногда встречаются изображения, где в одной руке все виды драгоценностей, а в другой — чинтамани.
Очень редко Акашагарбха стоит, чаще Его изображают восседающим на цветке лотоса.